# Sten Pentus

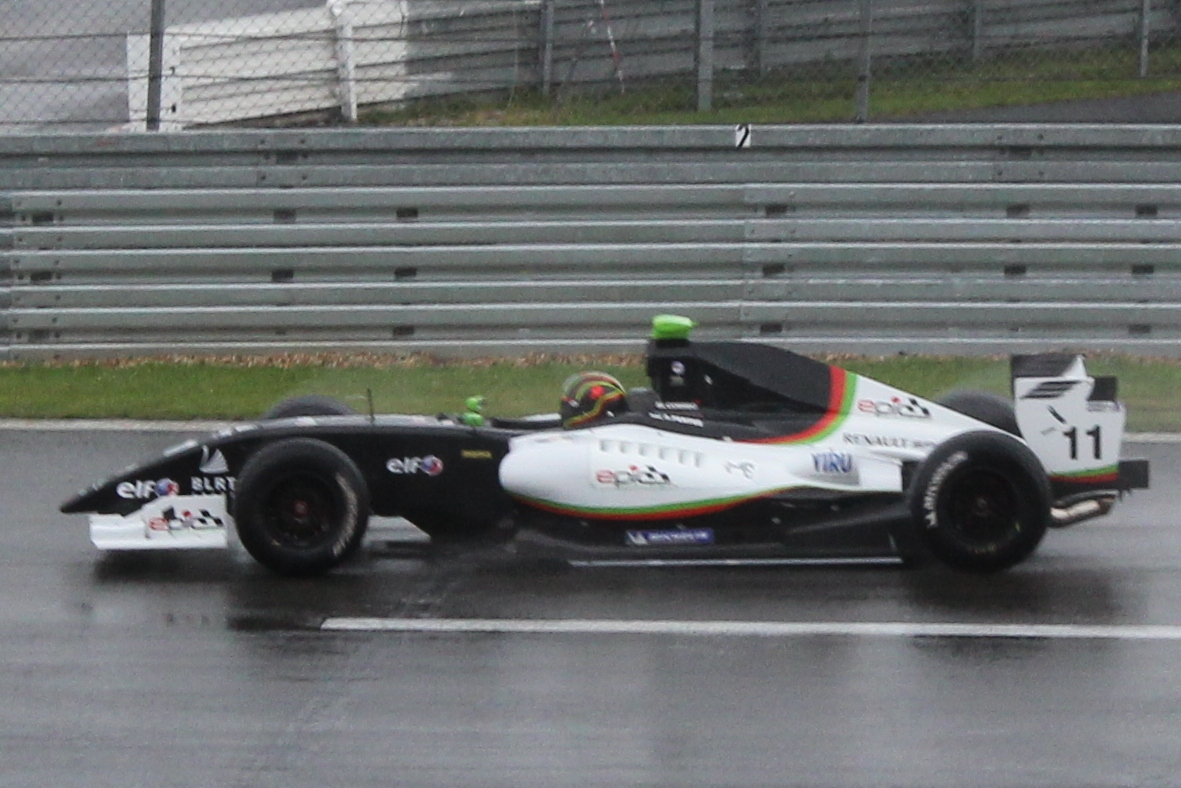
Sten Pentus på Nürburgring i Formula Renault 3.5 Series 2011.

Sten Pentus, född 3 november 1981 i Tallinn, är en estländsk racerförare.
Han är yngre bror till politikern och tidigare utrikesministern Keit Pentus-Rosimannus.

## Racingkarriär
Pentus började med formelbilsracing år 2000, då han vann både Baltic Formula 4 och Formula Baltic. Året efter försvarade han sin titel Baltic Formula 4, men inte Formula Baltic, även om han körde där tre säsonger till. 2006 flyttade han upp i Formula Renault 2.0 Eurocup och Formula Renault 2.0 Northern European Cup, vilka han dock inte fick några bättre placeringar i. 2007 kom hans första seger i en Formel Renault-bil. Detta i Formula Renault 2.0 BARC Winter Cup, som han slutade fyra i totalt. 2008 körde han en tävlingshelg i Formula Renault 3.5 Series, vilket han fortsatte med 2009. Han blandade där bra med lite sämre resultat. Den bästa placeringen, som var en andraplats, kom redan den första helgen på Circuit de Catalunya. Trots denna andraplats blev det bara en sextonde totalt, när säsongen var slut. Under vintern, i början av 2010, körde Pentus i Toyota Racing Series, där han vann två tävlingar och slutade fyra totalt. 2010 fortsatte han i Formula Renault 3.5 Series och lyckades redan under den första tävlingshelgen, på Ciudad del Motor de Aragón, vinna det andra racet. Han gjorde sedan en relativt jämn säsong, med ytterligare en seger, och slutade på fjärde plats totalt.
Till år 2011 bytte Pentus team, från Fortec Motorsport till EPIC Racing, men i samma mästerskap. Säsongen gick mycket sämre än året tidigare och hans bästa placering blev en sjätteplats på Silverstone Circuit. Totalt slutade han på 24:e plats, medan hans teamkamrat, Albert Costa, blev fyra.
| År                                               | Klass/Mästerskap                          | Team                        | Bil                       | Totalt/poäng | Bästa placering               |
| ------------------------------------------------ | ----------------------------------------- | --------------------------- | ------------------------- | ------------ | ----------------------------- |
| 2000                                             | Baltic Formula 4                          | ?                           | Reynard 893 (Volkswagen)  | 1:a/280p     | ?                             |
| 2000                                             | Formula Baltic                            | ?                           | Reynard 903               | 1:a/?p       | ?                             |
| 2001                                             | Baltic Formula 4                          | ?                           | ?                         | 1:a/?p       | ?                             |
| 2002                                             | Baltic Touring Car Championship - B2000   | Saksa Auto AMK              | Volkswagen Golf III GTi   | 7:a/44p      | ?                             |
| 2002                                             | Finnish Touring Car Championship          | Saksa Auto AMK              | Volkswagen Golf III GTi   | -/0p         | ?                             |
| 2002                                             | Formula Baltic                            | ?                           | Reynard 893 (Volkswagen)  | 2:a/125p     | ?                             |
| 2003                                             | Formula Baltic                            | ?                           | Reynard 903 (Volkswagen)  | 4:a/78p      | ?                             |
| 2004                                             | Formula BMW ADAC                          | KUG-DeWalt Racing           | Mygale FB02 (BMW K1200RS) | 18:e/4p      | ?                             |
| 2005                                             | Formula Baltic                            | ?                           | Ralt RT35                 | 10:a/60p     | ?                             |
| 2006                                             | Formula Renault 2.0 Eurocup               | SG Formula                  | Tatuus FR2000 (Renault)   | -/0p         | 11:a på Zolder (Race 2)       |
| 2006                                             | Formula Renault 2.0 Northern European Cup | MDR Motorsport              | Tatuus FR2000 (Renault)   | 30:e/18p     | 11:a på Oschersleben (Race 2) |
| 2007                                             | Formula Renault 2.0 BARC                  | Falcon Motorsport           | Tatuus FR2000 (Renault)   | 11:a/27p     | 2:a på Croft (Race 1)         |
| 2007                                             | Formula Renault 2.0 BARC Winter Cup       | Falcon Motorsport           | Tatuus FR2000 (Renault)   | 4:a/25p      | 1:a på Croft (Race 2)         |
| 2008                                             | Formula Renault 2.0 UK                    | CR Scuderia Formula Renault | Tatuus FR2000 (Renault)   | 18:e/78p     | 8:a på Thruxton (Race 2)      |
| 2008                                             | Formula Renault 3.5 Series                | Red Devil Team Comtec       | Dallara FR35 (Renault)    | -/0p         | 14:e på Catalunya (Race 1)    |
| 2009                                             | Formula Renault 3.5 Series                | Mofaz Fortec Motorsport     | Dallara FR35 (Renault)    | 16:e/23p     | 2:a på Catalunya (Race 2)     |
| 2010                                             | Toyota Racing Series                      | Giles Motorsport            | Tatuus TT104ZZ (Toyota)   | 4:a/660p     | Två segrar                    |
| 2010                                             | Formula Renault 3.5 Series                | Fortec Motorsport           | Dallara FR35 (Renault)    | 4:a/78p      | Två segrar                    |
| 2011                                             | Formula Renault 3.5 Series                | EPIC Racing                 | Dallara GMP (Nissan VQ35) | 24:a/11p     | 6:a på Silverstone (Race 1)   |
| Senast uppdaterad: 2011-12-21 (4774 dagar sedan) |                                           |                             |                           |              |                               |